# Саздинський сільський округ
Сазди́нський сільський округ (каз. Саздыауылдық округі, рос. Саздинский сельский округ) — адміністративна одиниця у складі Аральського району Кизилординської області Казахстану. Адміністративний центр та єдиний населений пункт — село Сазди.
Населення — 506 осіб (2021; 564 у 2009, 555 у 1999, 730 у 1989).
Станом на 1989 рік існувала Октябрська сільська рада (села Карашеген, Куршек, Сазди, Шижага). Пізніше село Сазди утворило окремий Саздинський сільський округ